# Camponotus sericeiventris
Camponotus sericeiventris (Guerin-Meneville, 1838) è una formica della sottofamiglia Formicinae, diffusa in America centrale e Sud America.

## Biologia
Costituisce colonie numerose all'interno di profonde gallerie scavate preferibilmente in tronchi d'albero o nel legno morto.
Ha una dieta generalista che si basa sulla raccolta di semi e frutti e sulla predazione di piccoli invertebrati. Si avvantaggia inoltre delle sostanze zuccherine presenti nei fiori e nei nettari extrafiorali di molteplici specie di piante, nella melata degli omotteri (Aphididae e Membracidae) e nelle secrezioni delle larve di lepidotteri licenidi, con cui intrattiene relazioni di simbiosi mutualistica.